# Одайник Сергій Вадимович
Сергій Вадимович Одайник (16 листопада 1949, Київ — 5 грудня 2019, там само) — український живописець, художник-монументаліст. Член Національної спілки художників України (1977). Заслужений художник України (2002). Син Вадима Одайника і З. Одайник-Самойленко, брат Оксани Одайник, чоловік Галини Бородай, батько Дарії Одайник.

## Біографія
Народився 16 листопада 1949 року в Києві в мистецькій родині. Батьки — відомі українські художники Вадим Іванович Одайник (1925―1984) та Зоя Олександрівна Одайник-Самойленко (1924—2002).
Навчався в Київській художній середній школі імені Тараса Шевченка.
Закінчив Київський художній інститут (1973; викладачі С. Григор'єв, Т. Яблонська), творчі майстерні Академії мистецтв СРСР (1978).
З 1971 року брав участь у республіканських і всесоюзних художніх виставках.
Викладав в Державному інституті декоративно-прикладного мистецтва і дизайну імені М. Бойчука, обіймаючи посаду доцента.
Помер Сергій Одайник 5 грудня 2019 року, похований на Байковому кладовищі у Києві.
Роботи зберігаються у Національному художньому музеї України, інших музеях, галереях та приватних колекціях України та зарубіжжя.
2013 року в Запорізькому художньому музеї експонувалася виставка «Мистецька спадщина родини Одайників», на якій були представлені роботи Сергія Одайника.

## Творчість
Працював в галузі станкового живопису та монументально-декоративного мистецтва.
Створив низку пейзажів: «Дорога після дощу» (1976), «Весна у Голосіївському лісі» (1976), «Теплий вечір» (1979). Автор жанрових картин «Літо в Києві», «Біля Чорного моря» (1979), «Звуки літньої ночі» (1980).
Серед живописних робіт — портрети народних майстрів Опішні, Решетилівки, інших центрів народного мистецтва: «Народна художниця Г. Верес» (1976), «Синій верстат» (1977), «Народний майстер села Опішня О. Селюченко» (1978).
Улюбленою моделлю митця була його дружина Галина Бородай: «Сон» (1976), «Галя» (1977), «Галя. Ранковий етюд» (1978).
Трагічним подіям Голодомору присвячена картина «Реквієм. Голод 1932—1933 рр.» (1993).
Серед монументальних робіт художника: розпис Михайлівського Золотоверхого собору (1999—2000, Західна арка — «Севастійські мученики»); розпис Київського вокзалу (зал очікування № 2 — розпис стелі); серія монументально-живописних панно («Луцьк», «Кам'янець-Подільський») та інші.